# 淡水豚

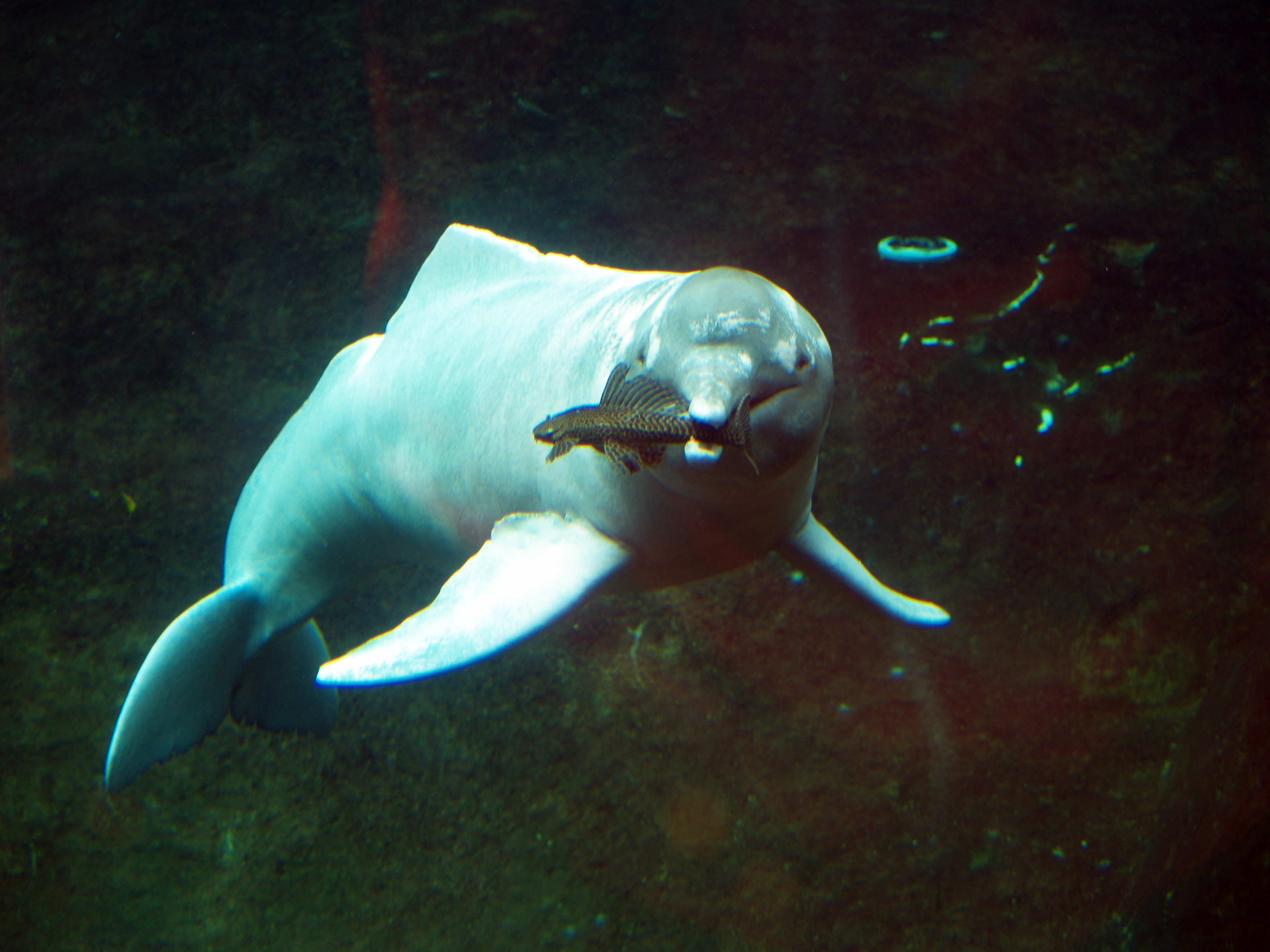
亚马逊河豚

淡水豚，又称淡水海豚、淡水鲸，并非单一物种，而是对一些适应江河湖泊等淡水生境的鲸豚类的统称，故又称淡水豚类、淡水鲸类。其实各种淡水豚之间的亲缘关系很远，来自不同的演化支，因此淡水豚类是一个笼统的概念，不具分类学意义。
广义上的淡水豚（英語：Freshwater dolphins）泛指一切常驻于淡水的鲸豚类，如2006年多国学者在中国长江发起的“2006长江淡水豚类考察”，便是对白鱀豚和江豚这两支不甚相关的种系而言的；狭义上的淡水豚（英語：River dolphins）专指形态学总结归纳的几种具长喙、圆额、小眼等特征的鲸豚类，白鱀豚即属此类而江豚不归于此，另外主要生活在海里的拉河豚因其典型的淡水豚外貌也被归于此类。
曾有学者将狭义的淡水豚全部并入恒河豚科（Platanistidae）或恒河豚总科（Platanistoidea），称之为淡水豚科、淡水豚总科（仅中文科名随着包含對象的转变而发生习惯性的更改，学名未变；淡水豚科也称淡水鲸科、河豚科、喙豚科）。实际这些淡水豚的外形、习性等方面接近是生境相仿导致趋同演化的结果，不代表亲缘关系接近，现行分类已将它们划为不同的类群，传统意义上的淡水豚科与淡水豚总科不再是有效的分类阶元。

## 分類研究
典型的淡水豚，主要特征为：
1. 拥有明显的額隆，是传播并接收回声定位信号的器官。河湖相比海洋更加污浊，能见度低，淡水豚类活动时极度依赖回声定位功能，进化出了比一般海豚更加发达的回声定位系统。
2. 眼睛严重退化。因常年生活在黑暗而浑浊的环境，高度发达的回声定位功能配合敏锐的听觉早已取代了眼睛的作用，淡水豚类的双眼变得极小且视力低下。
3. 吻部极其狭长，与头部乃至整个身体的比例是鲸豚类中最长的。淡水豚类视觉衰弱，接近猎物的难度随之增大，为便于捕猎而进化出加长的吻部，扩大了取食范围，当配合远程回声定位发动突袭时，会起到更好的猎食效果。口中两排密集而锐利的圆锥形牙齿，可对猎物造成瞬间性的杀伤，并能将猎物牢牢固定在口中。

具备这些特征的淡水豚，包括恒河豚、白鱀豚、亚河豚及拉河豚，曾被全部归入恒河豚总科（Platanistoidea）/恒河豚科（Platanistidae），中文改称为淡水豚总科/淡水豚科。
1981年中国动物学家周开亚等人在《白鱀豚的肠》研究报告中，指出几种淡水豚的肠道存在显著差异：
1. 白鱀豚的肠为体长之12.5－14.9倍，恒河豚为3.6－4.9倍，亚河豚为19－20倍，拉河豚为24.0－37.3倍；
2. 恒河豚和拉河豚的肝胰管开口于十二指肠本部的始端，白鱀豚开口于十二指肠球部；
3. 白鱀豚的肛扁桃体发达程度介于亚河豚与恒河豚之间，拉河豚则未发现有肛扁桃体。[1]

1982年周开亚向国际学界发表中国的研究成果时指出，淡水豚的分类持久未定论，原因在于研究大多局限于颅骨，而中国学者对淡水豚类的胸椎、肢骨等做了全面比较，发现它们之间的差异远超出一般哺乳动物科与科间的区别，足以证明它们源自不同的演化支。1984年周开亚、李悦民与伯尔尼大学解剖医学研究所合作，对两头亚河豚标本的消化管进行解剖研究，并与其他淡水豚比较，发现消化管是淡水豚类分化最显著的器官，四类淡水豚的构造互不相同，进一步证明它们各自代表一个支系。
|  |  |  |  |

1999年南京师范大学教授杨光和周开亚在《兽类学报》期刊发表报告《淡水豚类分子系统发生的研究》，文章阐明：通过比较淡水豚类的DNA序列，证实它们的差异已达科级。在演化樹上，淡水豚类是海豚形类（Delphinida，旧称海豚下目）向海豚总科（Delphinoidea）进化途中分出的几个早期旁支，它们之间的亲缘关系很远：恒河豚最接近演化樹的基部，属 恒河豚总科，亚河豚和拉河豚属亚河豚总科（Inioidea），白鱀豚则是单独的白鱀豚总科（Lipotoidea）。2002年周开亚发表《白鱀豚系统发生位置的研究》一文总结道：“在经历了将近一个世纪的研究之后，淡水豚类是并系的，淡水豚类的4个现生属分别属于4个独立的科，白鱀豚类至少是一个科级的阶元，这3点已经成为鲸类学家的共同认识。”
非典型淡水豚，包括江豚、伊河豚和土库河豚，其中江豚的分类地位尚有争议，2018年4月杨光等人联合发表的研究论文认定为独立物种，但世界自然保护联盟（IUCN）与海洋哺乳动物学会目前仍将其列为窄膂露脊鼠海豚的长江亚种。

## 現生物種列表
| 常规淡水豚                | 常规淡水豚             | 常规淡水豚               | 常规淡水豚                                    | 常规淡水豚                                   |
| 总科                      | 科                     | 属                       | 种（IUCN 评级）                               | 亚种                                         |
| ------------------------- | ---------------------- | ------------------------ | --------------------------------------------- | -------------------------------------------- |
| 恒河豚总科 Platanistoidea | 恒河豚科 Platanistidae | 恒河豚属 Platanista      | 恒河豚 P. gangetica（EN 濒危）                | 恆河豚 P. g. gangetica                       |
| 恒河豚总科 Platanistoidea | 恒河豚科 Platanistidae | 恒河豚属 Platanista      | 恒河豚 P. gangetica（EN 濒危）                | 印度河豚 P. g. minor                         |
| 白鱀豚总科 Lipotoidea     | 白鱀豚科 Lipotidae     | 白鱀豚属 Lipotidae       | 白鱀豚 L. vexillifer（CR 极危，可能灭绝）     | 未划分                                       |
| 亚河豚总科 Inioidea       | 亚河豚科 Iniidae       | 亚河豚属 Inia            | 亚河豚 I. geoffrensis（EN 濒危）              | 真亚马逊河豚 I. g. geoffrensis               |
| 亚河豚总科 Inioidea       | 亚河豚科 Iniidae       | 亚河豚属 Inia            | 亚河豚 I. geoffrensis（EN 濒危）              | 奥里诺科河豚 I. g. humbotiana                |
| 亚河豚总科 Inioidea       | 亚河豚科 Iniidae       | 亚河豚属 Inia            | 亚河豚 I. geoffrensis（EN 濒危）              | 玻利维亚河豚 I. g. boliviensis               |
| 亚河豚总科 Inioidea       | 拉河豚科 Pontoporiidae | 拉河豚属 Pontoporia      | 拉河豚 P. blainvillei（VU 易危）              | 未划分                                       |
| 非典型淡水豚              |                        |                          |                                               |                                              |
| 总科                      | 科                     | 属                       | 种（IUCN 评级）                               | 亚种                                         |
| 海豚总科 Delphinoidea     | 海豚科 Delphinidae     | 短吻海豚属 Orcaella      | 伊河豚 O. brevirostris（EN 濒危）             | 未划分                                       |
| 海豚总科 Delphinoidea     | 海豚科 Delphinidae     | 土库河豚属 Sotalia       | 土库河豚 S. luviatilis（DD 数据缺乏）         | 未划分                                       |
| 海豚总科 Delphinoidea     | 鼠海豚科 Phocoenidae   | 露脊鼠海豚属 Neophocaena | 窄膂露脊鼠海豚 N. asiaeorientalis （EN 濒危） | 長江露脊鼠海豚（江豚） N. a. asiaeorientalis |

## 相關節日
国际淡水豚日為每年的10月24日，是一个国际性纪念节日，由印尼东加里曼丹省政府官员阿旺·法鲁克·伊沙克于2010年10月召开的亚洲淡水鲸类保护论坛上提议设立，目的是在每年的特定日子圍繞淡水豚的保護開展紀念和宣傳活動，以此加强人们对淡水豚类的了解，提高人们对淡水豚类的保护意识。
2010年10月19日至24日，亚洲淡水鲸类保护论坛在东加里曼丹省召开，来自印尼、中国、柬埔寨、孟加拉、缅甸、印度、巴基斯坦七国的鲸类保护专家共聚一堂，商讨亚洲淡水豚类的保护方略，席间阿旺·法鲁克·伊沙克提议亚洲国家将10月24日设立为国际淡水豚纪念日。亚洲七国的鲸类保护专家共同参与了2010年10月24日当天举行的“第一届国际淡水豚日”纪念活动。
相比栖息于海洋的大部分鲸豚类，淡水豚的生境更接近人类居住区，受人类活动的负面影响更大，特别是人类社会进入工业化时代以来，世界上为数不多的几种淡水豚都面临巨大的生存危机；中国长江中下游水系的白鱀豚据信已经灭绝，而长江江豚的种群数量也在不断下降，连年发现许多非正常死亡个体，保护行动刻不容缓。
国际淡水豚日的设立，是为了扩大全球淡水豚保育工作的影响力，带动人们保护河流生态系统的积极性，对全球淡水豚类保育工作起到了宣传和推进的积极作用。